# Rovdjurskvinnan
Rovdjurskvinnan (engelska: Cat People) är en amerikansk skräckfilm från 1942 i regi av Jacques Tourneur. Filmen är  baserad på Val Lewtons novell The Bagheeta från 1930. I huvudrollerna ses Simone Simon, Kent Smith, Jane Randolph och Tom Conway. Filmen var den första av tre skräckfilmer som Tourneur regisserade åt producenten Val Lewton. Den följdes av Svart mystik (1943) och Leopardmannen (1943).

## Rollista i urval
- Simone Simon - Irena Dubrovna Reed
- Kent Smith - Oliver Reed
- Tom Conway - Dr. Louis Judd
- Jane Randolph - Alice Moore
- Jack Holt - kommendör
- Alec Craig - djurskötare
- Theresa Harris - Minnie, servitris på Sally Lunds café
- Murdock MacQuarrie - fåraherde
- Alan Napier - Doc Carver
- Elizabeth Russell - serbisk kvinna